# تل توبره
تل توبره مربوط به دوران‌های تاریخی پس از اسلام است و در شهرستان بروجن، بخش بلداجی، روستای سنگ چین واقع شده و این اثر در تاریخ ۲۴ فروردین ۱۳۸۲ با شمارهٔ ثبت ۸۲۲۴ به‌عنوان یکی از آثار ملی ایران به ثبت رسیده است.